# Fort Howe
Pour les articles homonymes, voir Howe.
Le fort Howe, officiellement le lieu historique national du Canada Fort-Howe, est un lieu historique national situé à Saint-Jean, au Nouveau-Brunswick (Canada). Il est situé dans un parc délimité par la rue Magazine au nord, la rue Kitchenner à l'est, la rue Main au sud et la rue Metcalfe à l'ouest. Il a été construit sur un rocher surplombant le port et la ville.

## Histoire
Le fort Howe est construit par les Britanniques en 1777, à la suite des plaintes répétées de la population souhaitant être protégée des attaques de corsaires américains durant la guerre d'indépendance des États-Unis. Il est construit sur un rocher offrant une vue sur le port et la rivière. Le fort est composé d'un blockhaus à l'est de la colline et d'un autre, entouré d'une palissade, du côté ouest. Le fort est à l'origine occupé par un détachement des Royal Fencibles Americans, sous le commandement du major Gilfred Studholme. Le fort abrite le quartier général de l'armée et la première prison civile de la ville après 1783. Le fort est utilisé jusqu'à la fin de la guerre de 1812. La caserne est détruite dans un incendie en 1819 et le fort tombe ensuite en ruine; il n'en reste plus rien en 1870. Le site est toutefois épargné par le développement urbain.
Le site du fort est désigné lieu historique national du Canada le 26 mai 1966. La Commission des lieux et monuments historiques du Canada a installé un cairn et une plaque commémorative à l'ouest du parc. Une réplique du blockhaus de l'est a également été construite.